# Mary Bevis Hawton
Mary Bevis Hawton (* 4. September 1924 als Mary Renetta Bevis in Sydney; † 18. Januar 1981 ebenda) war eine australische Tennisspielerin. 

## Karriere
Bevis Hawton gewann insgesamt fünf Titel im Damendoppel und einen im Mixed-Doppel bei den australischen Tennismeisterschaften (heute Australian Open). Nach dem Zweiten Weltkrieg siegte sie 1946 mit ihrer Doppelpartnerin Joyce Fitch. Erst acht Jahre später konnte sie diesen Erfolg wiederholen und blieb drei Jahre in Folge (1954 bis 1956) in dieser Konkurrenz ungeschlagen. Nach einem Jahr Unterbrechung gewann Bevis Hawton das Grand-Slam-Turnier ein letztes Mal 1958. Sie gewann mit ihrer Doppelpartnerin Beryl Penrose 1954 und 1955 sowie mit Thelma Coyne Long 1956 und 1958. Ihr erfolgreichstes Jahr war 1958, in dem Mary Bevis Hawton mit ihrem Landsmann Robert Howe auch den Mixed-Wettbewerb für sich entschied.
1946 verlobte sie sich mit Keith Ernest Hawton. Die Hochzeit fand im Oktober 1948 statt.
Sie starb am 18. Januar 1981.

## Abschneiden bei Grand-Slam-Turnieren

### Einzel
| Meisterschaft | 1946 | 1947 | 1948 | 1949 | 1950 | 1951 | 1952 | 1953 | 1954 | 1955 | 1956 | 1957 | 1958 | 1959 | 1960 | 1961 | 1962 | 1963 | 1964 | 1965 | Karriere |
| ------------- | ---- | ---- | ---- | ---- | ---- | ---- | ---- | ---- | ---- | ---- | ---- | ---- | ---- | ---- | ---- | ---- | ---- | ---- | ---- | ---- | -------- |
| Australische  | AF   | VF   | HF   | VF   | VF   | VF   | HF   | HF   | HF   | VF   | HF   | VF   | VF   | HF   | VF   | VF   | AF   | 2    | AF   | 2    | HF       |
| Französische  | –    | –    | –    | –    | –    | –    | –    | –    | –    | –    | –    | –    | –    | –    | –    | –    | –    | –    | –    | –    | –        |
| Wimbledon     | –    | –    | –    | –    | –    | –    | –    | –    | –    | –    | –    | 2    | AF   | –    | 2    | –    | 2    | –    | –    | –    | AF       |
| Amerikanische | –    | –    | –    | –    | –    | –    | –    | –    | –    | –    | –    | –    | –    | –    | –    | –    | –    | –    | –    | –    | –        |

Zeichenerklärung: S = Turniersieg; F, HF, VF, AF = Einzug ins Finale / Halbfinale / Viertelfinale / Achtelfinale; 1, 2, 3 = Ausscheiden in der 1. / 2. / 3. Hauptrunde; Q1, Q2, Q3 = Ausscheiden in der 1. / 2. / 3. Runde der Qualifikation; n. a. = nicht ausgetragen

### Doppel
| Meisterschaft | 1946 | 1947 | 1948 | 1949 | 1950 | 1951 | 1952 | 1953 | 1954 | 1955 | 1956 | 1957 | 1958 | 1959 | 1960 | 1961 | 1962 | 1963 | 1964 | Karriere |
| ------------- | ---- | ---- | ---- | ---- | ---- | ---- | ---- | ---- | ---- | ---- | ---- | ---- | ---- | ---- | ---- | ---- | ---- | ---- | ---- | -------- |
| Australische  | S    | F    | F    | HF   | HF   | F    | F    | F    | S    | S    | S    | F    | S    | HF   | HF   | F    | VF   | VF   | VF   | S        |
| Französische  | –    | –    | –    | –    | –    | –    | –    | –    | –    | –    | –    | –    | –    | –    | –    | –    | –    | –    | –    | –        |
| Wimbledon     | –    | –    | –    | –    | –    | –    | –    | –    | –    | –    | –    | F    | HF   | –    | HF   | –    | –    | –    | –    | F        |
| Amerikanische | –    | –    | –    | –    | –    | –    | –    | –    | –    | –    | –    | –    | –    | –    | –    | –    | –    | –    | –    | –        |